# جيمس فرانسس قوسلا
جيمس فرانسس قوسلا (بالإنجليزية: James Francis Gusella)‏ (1952 - ) هو عالم أحياء جزيئية وعالم وراثة من مواليد في أوتاوا في كندا، يُعرف أيضًا باسم «لاكي جيم» (بالإنجليزية: Lucky Jim)‏. وهو أستاذ علم علم الوراثة العصبية ومدير مركز الورم العصبي الليفي والاضطرابات المرتبطة به في كلية الطب بجامعة هارفارد، ومدير مركز الأبحاث الجينية البشرية في مستشفى ماساتشوستس العام.

## الجوائز
- جائزة الملك فيصل العالمية في الطب بالاشتراك مع كونراد بيروتير وكولين إل. ماسترز لمساهمته في فهم مرض تحلل عصبي في عام 1997.[2]

- جائزة مؤسسة ميتلايف للأبحاث الطبية في مرض الزهايمر [الإنجليزية] في عام 1987.

- جائزة ألين تايلور الدولية في الطب [الإنجليزية] في عام 1994.
- جائزة مؤسسة دانا للإنجاز الرائد في الصحة والتعليم في عام 1998.
- جائزة اللدونة العصبية (بالإنجليزية: Neuronal Plasticity Prize)‏ في عام 2004.[3]
- جائزة ويليام آلان من الجمعية الأمريكية لعلم الوراثة البشرية [الإنجليزية] في عام 2016.[4]